# Palazzo Davanzati
Het Palazzo Davanzati herbergt het Museo della Casa Fiorentina Antica. Het ligt aan de Via Porta Rossa in Florence in Italië. Het gebouw is karakteristiek voor de huizen van rijke Florentijnen tijdens de 14e eeuw. Oorspronkelijk gebouwd in het midden van de jaren 1300 als palazzo voor de Davizzi-familie, werd het in 1578 door een rijke koopman, Bernardo Davanzati, gekocht. Het bleef in het bezit van diens familie tot omstreeks 1900 toen een antiquair het paleis verwierf. Het is de best bewaarde middeleeuwse woning in Florence en werd met kunst en meubilair uit die periode ingericht.

## Architectuur
De enige wijziging die de oorspronkelijke gevel onderging betreft de loggia op de 5e verdieping die in de jaren 1500 de kantelen heeft vervangen. In de woelige steden van de 14e eeuw moest de woning letterlijk een kasteel zijn. Maar later werd het ook het uitstalraam van de rijkdom van zijn bezitters.
De ingang is zo ontworpen dat de kans op ongewenst bezoek klein was. In het gewelf zitten gaten om projectielen door te gooien. Men kon het binnenplein zeer snel van de straat afsluiten door een dikke, met ijzer beslagen, poort. Van het binnenplein leidt een trap naar de verschillende verdiepingen. In een van de hoeken bevindt zich een put met katrolsysteem waardoor men alle verdiepingen van water kon voorzien. Dit was een ongebruikelijke luxe in die tijd: de meeste huishoudens moesten hun water naar de openbare fontein gaan halen. Ook is er een soort etenslift waarmee het voedsel naar de keuken op de bovenste verdieping werd gebracht.

## Het interieur
In de Sala Grande, die voor plechtige bijeenkomsten diende, bevinden zich vier luiken in de vloer. Zo nodig kon men hierdoor kokende olie naar beneden gieten. Naast een mooie tafel en kast uit de 16e eeuw bevinden zich in deze kamer buitensporigheden zoals een automatische blaasbalg en een rookkanaal voor de open haard, glazen ramen en een mooi geschilderde zoldering.
De heldere eetkamer, de Sala dei Pappagalli, kreeg haar naam vanwege de papegaaien die de fresco's sieren. De muurschilderingen simuleren haken om ze op duurdere wandtapijten te laten lijken.
Naast de Sala Piccola, de slaapkamer van een kind, bevindt zich een badkamer. Dit moet een aan decadentie grenzende luxe geweest zijn in een stad waar er een wet bestond die iedereen verplichtte driemaal luid te roepen alvorens de po op straat te gooien.
De laatste kamer op deze verdieping, de Sala dei Pavoni, is een elegante slaapkamer met een wandversiering die moorse trekjes vertoont. De bedsprei uit de 14e eeuw is afkomstig uit Sicilië en vertelt het verhaal van Tristan en koning Marcus.
Op de volgende verdieping treft men eenzelfde indeling van de kamers aan. Het Salone is versierd met Vlaamse wandtapijten uit de 15e eeuw en een beeltenis van Giovanni di Bicci de Medici. In de Sala Piccola treft men een mooie verzameling cassoni aan. Het zijn fijn afgewerkte bruidskoffers waarin de bruid haar huishoudlinnen bewaarde. Ze zijn interessant omwille van de seculiere onderwerpen waarmede ze versierd zijn. De personages dragen meestal de kleding uit die periode. De slaapkamer, de Camera della Castellana di Vergi is versierd met een licht verbleekt fresco dat een episode uit de middeleeuwse Franse romance La chatelaine de Vergi voorstelt. In het Middelnederlands staat het verhaal bekend als de Borchvrouwe van Vergi. Het hier tentoongestelde schoeisel is afkomstig uit het huis van Boccaccio.
Zoals gebruikelijk in middeleeuwse woningen bevindt de keuken zich op de bovenverdieping. Op die manier hoopte men, in geval van brand, de schade tot deze verdieping te kunnen beperken. Hier brachten de vrouwen het grootste deel van hun tijd door. Ze controleerden de meiden, naaiden en kletsten. Omdat er in het paleis geen afzonderlijke vertrekken voorzien waren voor knechten en meiden, neemt men aan dat die op strozakken op de vloer sliepen.